# 2. československá fotbalová liga 1968/1969
V soubojích 37. ročníku druhé nejvyšší fotbalové soutěže – 2. československé fotbalové ligy 1968/69 – se utkalo 28 mužstev ve dvou skupinách po 14 účastnících každý s každým dvoukolovým systémem podzim–jaro. Tento ročník začal v pátek 9. srpna 1968 a skončil v neděli 22. června 1969.
Invaze vojsk Varšavské smlouvy do Československa přerušila soutěž po druhém kole (hráno třetí srpnový víkend), navazující 3. kolo se odehrálo až v půli září 1968.
Po sezoně došlo k celkové reorganizaci soutěží, druhá liga se v sezonách 1969/70 – 1976/77 hrála v jediné šestnáctičlenné skupině.

## Skupina A
| Poř. | Tým                           | Z  | V  | R  | P  | VG | OG | B  |
| ---- | ----------------------------- | -- | -- | -- | -- | -- | -- | -- |
| 1.   | TJ Bohemians ČKD Praha (S)    | 26 | 16 | 6  | 4  | 37 | 19 | 38 |
| 2.   | TJ SONP Kladno                | 26 | 13 | 9  | 4  | 37 | 18 | 35 |
| 3.   | TJ LIAZ Jablonec nad Nisou    | 26 | 16 | 3  | 7  | 51 | 32 | 35 |
| 4.   | TJ Spartak Hradec Králové     | 26 | 15 | 3  | 8  | 46 | 19 | 33 |
| 5.   | TJ Škoda Plzeň (S)            | 26 | 12 | 6  | 8  | 49 | 26 | 30 |
| 6.   | TJ Spartak Vlašim             | 26 | 8  | 12 | 6  | 27 | 28 | 28 |
| 7.   | TJ Sparta ČKD Praha „B“       | 26 | 9  | 9  | 8  | 42 | 31 | 27 |
| 8.   | VTJ Dukla Tábor (N)           | 26 | 10 | 6  | 10 | 26 | 35 | 26 |
| 9.   | TJ Spartak Ústí nad Labem (N) | 26 | 9  | 7  | 10 | 33 | 27 | 25 |
| 10.  | TJ Baník Most                 | 26 | 11 | 3  | 12 | 31 | 34 | 25 |
| 11.  | TJ VTŽ Chomutov               | 26 | 9  | 3  | 14 | 35 | 46 | 21 |
| 12.  | AS Dukla Praha „B“            | 26 | 9  | 2  | 15 | 28 | 44 | 20 |
| 13.  | VTJ Dukla Hraničář Cheb       | 26 | 6  | 3  | 17 | 11 | 31 | 15 |
| 14.  | VTJ Dukla Jičín (N)           | 26 | 2  | 2  | 22 | 17 | 75 | 6  |

Poznámky:
- Z = Odehrané zápasy; V = Vítězství; R = Remízy; P = Prohry; VG = Vstřelené góly; OG = Obdržené góly; B = Body; (N) = Nováček (postoupivší z nižší soutěže); (S) = Sestoupivší z vyšší soutěže

|  | Postup do I. čs. fotbalové ligy 1969/70 |
|  | Sestup do III. ligy – sk. A 1969/70     |
|  | Sestup do III. ligy – sk. B 1969/70     |

## Skupina B
| Poř. | Tým                            | Z  | V  | R | P  | VG | OG | B  |
| ---- | ------------------------------ | -- | -- | - | -- | -- | -- | -- |
| 1.   | TJ Tatran Prešov               | 26 | 16 | 5 | 5  | 39 | 18 | 37 |
| 2.   | TJ Gottwaldov                  | 26 | 15 | 4 | 7  | 37 | 19 | 34 |
| 3.   | AC Nitra                       | 26 | 15 | 3 | 8  | 46 | 20 | 33 |
| 4.   | TJ TŽ Třinec                   | 26 | 11 | 9 | 16 | 34 | 26 | 31 |
| 5.   | TJ VŽKG Ostrava                | 26 | 10 | 9 | 7  | 49 | 32 | 29 |
| 6.   | TJ Zemplín Vihorlat Michalovce | 26 | 12 | 3 | 11 | 32 | 32 | 27 |
| 7.   | TJ Partizán Bardejov           | 26 | 11 | 4 | 11 | 25 | 36 | 26 |
| 8.   | TJ NHKG Ostrava (N)            | 26 | 10 | 5 | 11 | 35 | 33 | 25 |
| 9.   | TJ Zbrojovka Brno              | 26 | 12 | 1 | 13 | 28 | 30 | 25 |
| 10.  | TJ Slovan CHZJD Bratislava „B“ | 26 | 9  | 6 | 11 | 30 | 33 | 24 |
| 11.  | TJ Lokomotiva Spišská Nová Ves | 26 | 8  | 5 | 13 | 24 | 40 | 21 |
| 12.  | TJ Baník Handlová (N)          | 26 | 6  | 7 | 13 | 25 | 51 | 19 |
| 13.  | TJ ZVL Považská Bystrica       | 26 | 8  | 2 | 16 | 36 | 44 | 18 |
| 14.  | TJ Strojárne Martin (N)        | 26 | 5  | 5 | 16 | 22 | 48 | 15 |

Poznámky:
- Z = Odehrané zápasy; V = Vítězství; R = Remízy; P = Prohry; VG = Vstřelené góly; OG = Obdržené góly; B = Body; (N) = Nováček (postoupivší z nižší soutěže); (S) = Sestoupivší z vyšší soutěže

|  | Postup do I. čs. fotbalové ligy 1969/70 |
|  | Sestup do III. ligy – sk. C 1969/70     |